# Monochelus aurantiacus
Monochelus aurantiacus är en skalbaggsart som beskrevs av Hermann Burmeister 1844. Monochelus aurantiacus ingår i släktet Monochelus och familjen Melolonthidae. Inga underarter finns listade i Catalogue of Life.